# Бєлунцов Валерій Олегович
Валерій Олегович Бєлунцов (рос. Белунцов Валерий Олегович; 23 травня 1969 — 2 січня 2006) — російський композитор та фахівець в області музично-інформаційних технологій.
Народився в Москві у сім'ї музикантів. Закінчив Центральну музичну школу 1987 року, та Московську консерваторію 1994 року (клас композиції Т. Н. Хрєнникова). Як композитор працював у театрі «На дошках» (з 1991), у Термен-центрі електроакустичної музики й мультимедіа (з 1992), на декількох радіостанціях («Радіо 1-Останкіно», «Радіо Росії», «Маяк-24», «Радіо Культура»). Автор і ведучий двох передач на «Радіо Росії» («Музика. Комп'ютер. Інтернет», «Віртуальний меломан»). Викладав музичну інформатику й авторський курс «Синтез звуку й комп'ютерні музичні додатки» у Московському музичному коледжі. Учений секретар Асоціації електроакустичної музики Росії (1995—2006).
Призер міжнародних конкурсів та фестивалів — Concours International de Musique Electroacoustique, (Бурж, Франція, 1993), «Приз Останкино» (Москва, 1994), Московський відкритий фестиваль сучасної тональної академічної музики. Музика виконувалася в Росії, Німеччині, Данії, Франції, Швейцарії, Італії, США, Аргентині, Бразилії.
Бєлунцов є автором близько 600 музичних творів у різних жанрах, в тому числі симфонічні, камерні, електроакустичні твори, а також пісні на власні тексти. Автор понад 20 книг по різних областях комп'ютерних технологій, насамперед з музично-інформаційних. Автор віршів і повістей російською, італійською, англійською, німецькою, польською мовах, а також мовою есперанто. Видано книгу віршів.